# L'albatro
L'albatro (nell'originale francese L'Albatros) è una poesia di Charles Baudelaire, contenuta nella raccolta I fiori del male.
La poesia è formata da quattro quartine con versi a rime alternate.

## Analisi
L'autore paragona la condizione di vita dell'albatro (un uccello di mare) a quella del poeta. I temi su cui si sviluppa questa lirica sono essenzialmente due: l'albatro è come il poeta, libero di sollevarsi da terra e volare in alto; d'altro canto i marinai che tormentano l'albatro sono come la gente comune appartenente alla società borghese che deride il poeta e non comprende la sua grandezza. 
La società, infatti, allontana l'artista perché non è utile nella società capitalistica, dove prevale chi guadagna e produce di più. Baudelaire si ispira ai temi romantici (la figura dell'eroe che viene deriso dalla società e si eleva sopra gli altri uomini), tuttavia, crea una poesia pura, che si discosta da temi civili o morali. Il motto dei simbolisti è l'esaltazione dell'arte nella sua forma più pura: "l'arte per l'arte".

## Testo

### Testooriginale in francese
boitant, l'infirme qui volait!

Le Poète est semblable au prince des nuées
Qui hante la tempête et se rit de l'archer ; 
Exilé sur le sol au milieu des huées, 
Ses ailes de géant l'empêchent de marcher.»